# Ehescheidung (Schweiz)
Ehescheidung oder kurz Scheidung bezeichnet im Schweizerischen Zivilgesetzbuch die Auflösung einer Ehe durch Richterspruch.

## Internationale Zuständigkeit
Für die Schweiz gilt die EheVO-II der Europäischen Union nicht. Nach Art. 59 des schweizerischen Bundesgesetzes über das Internationale Privatrecht (IPRG) sind Schweizer Gerichte international zuständig, wenn der Beklagte seinen Wohnsitz in der Schweiz hat, oder der Kläger, der in der Schweiz wohnhaft ist, Schweizer ist oder der Kläger sich seit mindestens einem Jahr in der Schweiz aufhält. Lebt das Ehepaar im Ausland, sind Schweizer Gericht dennoch zuständig, wenn einer der Ehegatten Schweizer und es unmöglich oder unzumutbar ist, die Klage am Wohnsitz eines der Ehegatten zu erheben (Art. 60 IPRG Heimatzuständigkeit).

## Kollisionsrecht
Die Anwendbarkeit ist im Bundesgesetz über das internationale Privatrecht geregelt.
Die Schweiz knüpft für die Beurteilung, welches Recht auf die Scheidung anzuwenden sei, anders als Deutschland und Österreich grundsätzlich nicht an der Staatsangehörigkeit, sondern am Wohnsitz der Ehegatten an. Verwendet man als Anknüpfungsmoment den Wohnsitz, führt das viel häufiger zu der Anwendung eigenen Rechts, weil vor Schweizer Gerichten sehr häufig nur Personen mit Schweizer Wohnsitz zu klagen pflegen. So richten sich beispielsweise die Voraussetzungen für die Scheidung nach Schweizer Recht, wenn zwei Deutsche seit über einem Jahr Wohnsitz in der Schweiz haben.
Die Schweizer Gerichte wenden auf das Recht der Scheidung grundsätzlich immer Schweizer Recht an (Art. 61 Abs. 1 IPRG). Das gilt selbst dann, wenn Schweizer Gerichte nach Art. 60 IPR-Gesetz heimatzuständig sind (Art. 61 Abs. 4 IPRG). Etwas anderes gilt nur, wenn beide Ehegatten Ausländer sind, welche dieselbe Staatsangehörigkeit haben und nur einer von ihnen seinen Wohnsitz in der Schweiz hat (Art. 61 Abs. 2 IPRG). Hält sich der eine ausländische Ehegatte seit mindestens 2 Jahren in der Schweiz auf oder ist er auch Schweizer, so ist Schweizer Recht anzuwenden, wenn nach dessen Heimatrecht die Scheidung nicht oder nur unter außerordentlich schweren Bedingungen zulässig ist (Art. 61 Abs. 3 IPRG).

## Materielles Recht
In der Schweiz ist die Scheidung im Zivilgesetzbuch (ZGB) umfassend geregelt. Hierbei ist zwischen der Scheidung auf gemeinsames Begehren und der Scheidung auf Klage zu unterscheiden:

### Scheidung auf gemeinsames Begehren (Konventionalentscheidung)
Diese ist im Art. 111 ZGB geregelt. Bei der umfassenden, formlos gültigen Einigung (also auch hinsichtlich der Scheidungsfolgesachen) wird vom liberalen Grundsatz der Vertragsfreiheit ausgegangen. Geprüft wird somit vor Gericht nur der freie Wille und die reifliche Überlegung – nicht jedoch ein längeres Getrenntleben, das nach Art. 111 ZGB nicht Voraussetzung für die Scheidung ist.
Artikel 111 ZGB lautet:
- Verlangen die Ehegatten gemeinsam die Scheidung und reichen sie eine vollständige Vereinbarung über die Scheidungsfolgen mit den nötigen Belegen und mit gemeinsamen Anträgen hinsichtlich der Kinder ein, so hört das Gericht sie getrennt und zusammen an; es überzeugt sich davon, dass das Scheidungsbegehren und die Vereinbarung auf freiem Willen und reiflicher Überlegung beruhen und die Vereinbarung voraussichtlich genehmigt werden kann.
- Hat sich das Gericht davon überzeugt, dass das Scheidungsbegehren und die Vereinbarung auf freiem Willen und reiflicher Überlegung beruhen und die Vereinbarung mit den Anträgen hinsichtlich der Kinder genehmigt werden kann, so spricht das Gericht die Scheidung aus.

Es ist zulässig, eine "Teilkonvention" einzureichen, die nur gewisse Folgen der Scheidung (Unterhalt, Güterrecht, Teilung der Pensionskassenguthaben) beinhaltet. Der Scheidungsrichter entscheidet dann über die Scheidungsfolgen, über die sich die Ehegatten nicht geeinigt haben.

### Scheidung auf eigenes Begehren (sog. Kampfentscheidung)
- Voraussetzung für diese Form von Scheidung ist, dass die Ehegatten bei Eintritt der Rechtshängigkeit der Klage oder bei Wechsel zur Scheidung auf Klage mindestens zwei Jahre getrennt gelebt haben (Art. 114 ZGB).
- Sollte die Fortsetzung der Ehe für einen Ehegatten unzumutbar sein (zum Beispiel wegen körperlicher Gewalt), kann die Scheidung schon vor Ablauf der zweijährigen Frist beantragt werden (Art. 115 ZGB).

## Gründe für eine Scheidung
Vor Gericht sowie beim Anwalt muss der Klient keine Gründe für die Scheidung vorweisen. Laut der Zeitschrift Beobachter spielen die Gründe seit dem Jahr 2000 keine Rolle mehr.

## Kosten einer Scheidung
Die Gerichtskosten bei einer Scheidung betragen mehrere tausend Franken. Dabei sind die Anwaltskosten noch nicht inbegriffen. Sollte das Einkommen nur die Lebensunterhaltkosten decken, kann die Erlassung der Gerichtskosten beantragt werden.
Bei einvernehmlicher Scheidung ohne Prozess und entsprechend minimalen Gerichtskosten betragen diese zwischen minimal 500.- (Basel-Stadt, nach Einkommen berechnet) und 3'000.- (Schaffhausen).

## Scheidung und Kinder
Am 1. Juli 2014 wurde in der Schweiz das gemeinsame Sorgerecht eingeführt, das für alle Scheidungen automatisch gilt, ausser das Wohl des Kindes sei gefährdet und müsse geschützt werden. Dann kann es zu einem alleinigen Sorgerecht eines Elternteils kommen. Das Kind muss ein Mitspracherecht haben.

## Geschichte
Neben der Scheidung aufgrund übereinstimmender Willenserklärung beider Ehegatten gab es im Mittelalter eine einseitige, obrigkeitlich kontrollierte Scheidung in Form der Verstoßung der Frau durch den Mann. Nach der katholischen Vorstellung von der Unauflöslichkeit der Ehe war seit dem 12. Jahrhundert nur eine Trennung von Tisch und Bett anerkannt. Allein die reformierte Landeskirche entwickelte ein staatliches Ehescheidungsrecht, insbesondere wegen Ehebruch und "böswilliger Verlassung". Über den geltend gemachten Scheidungsgrund befanden die Sittengerichte, die einem Scheidungsbegehren jedoch selten statt gaben.
In der Helvetik wurden nur reformierte Ehen vollständig aufgelöst, während katholische Ehegatten weiterhin nur von Tisch und Bett getrennt werden konnten. 1850 wurde das Bundesgesetz über die gemischtkonfessionellen Ehen erlassen, dem 1862 ein Nachtragsgesetz über die entsprechenden Scheidungsmodalitäten folgte. Mit der Bundesverfassung von 1874 wurde das Bundesgesetz betreffend die Feststellung und Beurkundung des Zivilstandes und der Ehe erlassen. Es führte die obligatorischen Zivilehe ein und brachte die allgemeine, konfessionsneutrale Anerkennung der Scheidung, wobei die Regelung der Scheidungsfolgen bei den Kantonen verblieb.
Erst mit der Teilrevision der Verfassung 1898 wurde dem Bund die Zivilrechtskompetenz und damit im Rahmen des ZGB von 1907 das ganze materielle Scheidungsrecht übertragen, was die landesweite Vereinheitlichung der Scheidungsgründe und -folgen mit sich brachte. In den Jahren 1988, 2000 und 2004 wurde das ZGB dem veränderten Heiratsverhalten in der Bevölkerung bei steigenden Scheidungszahlen angepasst.
Der Versorgungsausgleich wurde zuletzt mit Wirkung zum 1. Januar 2017 neu geregelt.